# إيموجن هيب
إيموجن هيب (بالإنجليزية: Imogen Heap) هي فنانة موسيقية ‏ ومغنية ومنتجة أسطوانات ومغنية مؤلفة بريطانية، ولدت في 9 ديسمبر 1977 في إسكس في المملكة المتحدة.

## وصلات خارجية
- الموقع الرسمي
- إيموجن هيب على موقع IMDb (الإنجليزية)
- إيموجن هيب على موقع ميتاكريتيك (الإنجليزية)
- إيموجن هيب على موقع روتن توميتوز (الإنجليزية)
- إيموجن هيب على موقع ألو سيني (الفرنسية)
- إيموجن هيب على موقع ميوزك برينز (الإنجليزية)
- إيموجن هيب على موقع أول موفي (الإنجليزية)
- إيموجن هيب على موقع قاعدة بيانات برودواي على الإنترنت (الإنجليزية)
- إيموجن هيب على موقع إن إن دي بي (الإنجليزية)
- إيموجن هيب على موقع أول ميوزيك (الإنجليزية)
- إيموجن هيب على موقع ديسكوغز (الإنجليزية)